# پدربزرگ (فیلم ۱۹۵۴)
پدربزرگ (اسپانیایی: El abuelo‎) یک فیلم است که در سال ۱۹۵۴ منتشر شد.